# گود عربان (شیراز)

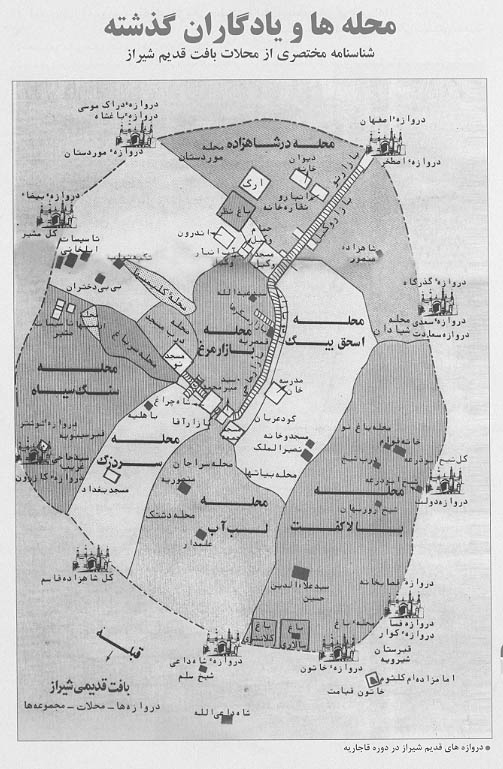
نقشه شیراز قدیم

گود عربان و درب شیخ، محله‌ای بسیار قدیمی در مرکز شیراز قدیم است که در دوره قاجاریه و پیش از آن دارالحکومه شیراز قدیم محسوب می‌شد. 

## علت نام‌گذاری
در این محله قدیمی یک کاروانسرا وجود داشته که به دلیل نزدیکی به جنوب شهر شیراز بیشتر مورد رفت و آمد اعراب بوده است. در حیاط این کاروانسرا گودی وجود داشته که مسافران و اعراب اجناس خود را جهت داد و ستد در آن گود قرار می دادند. به همین دلیل این محله گودعربان نام گرفته است. 
تا چند سال قبل آثاری از خرابه ها و دیوارهای این کاروانسرا وجود داشت.

## بناهای شاخص محله
این محله مقر مساجد قدیمی بسیاری از جمله مسجد نصیرالملک، خانه ی نصیرنظام، مدارس علمیه نظیر مدرسه خان، کاخ قوام الملک و حرمسرای زینت الملک است.در اين محله خانه بناهاي مهم ديگري مانند آرامگاه شيخ روزبهان، حسينيه قوام، امامزاده زنجيري و..هم هست.

## تقسیم‌بندی محلات شیراز قدیم
در کل محلات شیراز به دو دسته بزرگ حیدری و نعمتی تقسیم شده بودند. حیدری به محلاتی گفته می‌شد که افراد آن محلات، خود را پیرو سلطان حیدر  که از مشایخ عرفان بود، می‌دانستند.
نعمتی به محلاتی اطلاقی می‌شد که ساکنان آن خود را پیرو شاه نعمت‌الله ولی که او نیز از بزرگ‌ترین و شاخص‌ترین عرفای عصر بودمی‌دانستند. درگیری‌ها و مخاصماتی که بین این دو دسته در سال‌های متمادی صورت گرفته هنوز هم مورد بحث است و حتی به صورت ضرب‌المثل جنگ حیدری، نعمتی در زبان‌هاست.
پنج محله‌ محله اسحاق بیگ، محله درب شاهزاده، محله بالا کفت، محله میدان شاه و محله بازار مرغ را حیدری خانه و پنج محله محله سرباغ، محله سنگ سیاه، محله درب مسجد، محله لب آب و محله سر دزک را نعمتی خانه می گفتند. البته محله ارمنی‌ها و محله کلیمی‌ها جزء محلات بی‌طرف بودند و کاری به درگیری‌ها و مخاصمات نداشتند.